# Dear Yoko
Dear Yoko (englisch für „Liebe Yoko“) ist ein Lied von John Lennon aus dem Jahr 1980, das von ihm geschrieben und in Kooperation mit Yoko Ono und Jack Douglas produziert wurde. Es erschien im November 1980 auf dem Album Double Fantasy.

## Hintergrund

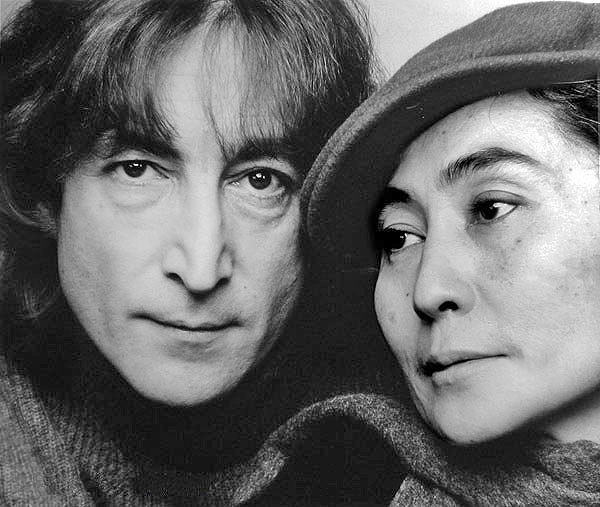
John Lennon und Yoko Ono (1980)

Während das letzte Lied auf Imagine Oh Yoko! ist, war Lennons letztes Lied auf Double Fantasy das Stück Dear Yoko, ein Liebeslied, das explizit seiner Frau Yoko Ono gewidmet war.
Lennon sagte 1980 über das Lied: „Es sagt alles. Es ist ein schöner Track und es geht um meine Frau. Anstelle von 'Dear Sandra', das ein anderer Sänger über eine Frau schreiben würde, die vielleicht existiert oder auch nicht, geht es hier um meine Frau.“ An anderer Stelle des Albums hatte er Woman gesungen, ein universelles Liebeslied, das alle ansprechen sollte.
Der Text des Liedes sagt lediglich aus, dass Lennon seine Frau stets vermisst, wenn sie nicht bei ihm ist und dass er sie niemals gehen lassen werde.
Lennon nahm am 11. April 1980 in seinem Haus in Long Island's Cold Spring Harbor ein Demo von Dear Yoko auf, das direkt in eine Videokamera eingespielt wurde. Er nahm es schließlich im Juni 1980, während eines Urlaubs auf Bermuda, erneut auf.
Lennon ließ sich von Shirley & Company's Disco-Klassiker Shame Shame Shame von 1975 inspirieren, aber sein Gesang war eine Hommage an Buddy Holly, einer seiner musikalischen Idole.
Der Produzent Jack Douglas sagte zum Lied Dear Yoko: „Es hatte das Feeling der frühen Fünfziger, in dem John so gut war, weil er diesem Rhythmus beherrschte. Ich fand, es war der leichteste und lustigste Track auf dem Album.“

## Aufnahme

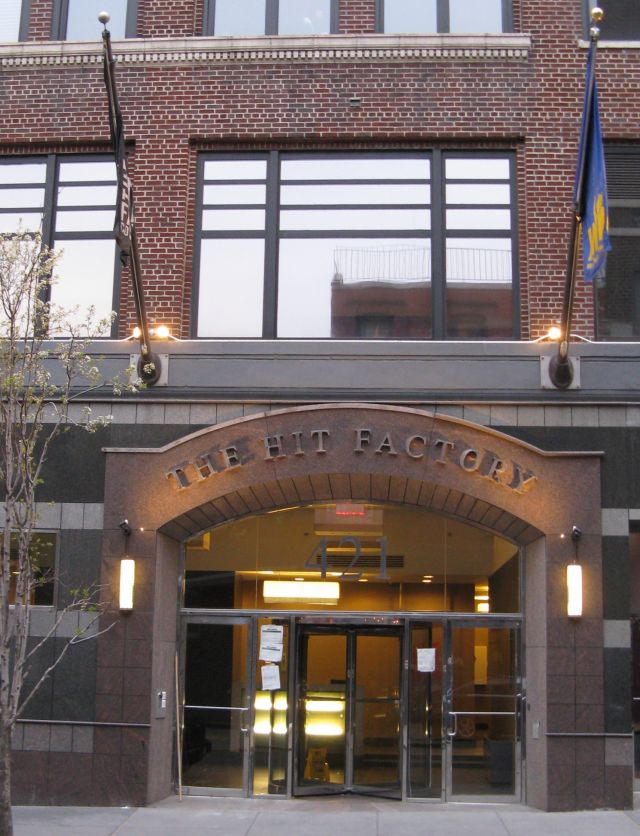
Aufnahmestudio The Hit Factory

Die Aufnahmesessions für Dear Yoko fanden am 14. August 1980 im Studio The Hit Factory in New York statt. Lee DeCarlo, John Smith, James Ball, Tony Davillo und Julie Last waren die Toningenieure der Aufnahme; Douglas, Lennon und Ono die Produzenten. Das Lied wurde in sechs Takes aufgenommen. Eine alternative Version Take-1-Session, ohne die späteren Overdubs, wurde 1998 auf dem Boxset John Lennon Anthology veröffentlicht. Die vier verschiedenen Mundharmonika Overdubs wurden am 22. oder 24. August eingespielt. Lennon nahm seinen Gesang am 22. September neu auf.
Besetzung:
- Arthur Jenkins: Perkussion
- John Lennon: Gesang, E-Gitarre
- Tony Levin: Bassgitarre
- Hugh McCracken: E-Gitarre, Mundharmonika
- Andy Newmark: Schlagzeug
- George Small: Keyboard

- Michelle Simpson, Cassandra Wooten, Cheryl Mason Jacks, Eric Troyer: Begleitgesang

## Veröffentlichung
Singleveröffentlichungen
- In Italien wurde 1981 die Promo-Single Woman / Dear Yoko hergestellt.[4]

Albumveröffentlichungen
- Am 17. November 1980 erschien das Album Double Fantasy auf dem sich Dear Yoko befindet.
- Auf der John Lennon Anthology, die am 2. November 1998 erschien, befindet sich ein Outtake von Dear Yoko.
- Am 1. November 2004 erschien das Album Acoustic, auf dem sich ein Homedemo von Dear Yoko befindet.
- Am 1. Oktober 2010 erschien die Doppel-CD Double Fantasy Stripped Down. Disc 1 wird mit Double Fantasy Stripped Down und Disc 2 mit Original Album betitelt. Während die zweite CD die neu remasterte Version des Albums beinhaltet, ist Stripped Down laut CD-Begleitbuch eine komplette Neuabmischung von Jack Douglas und Yoko Ono, die in den Avatar Studios vorgenommen wurde. Der wesentliche musikalische Unterschied zur Originalabmischung besteht darin, dass die Stimmen von Lennon und Ono deutlicher zu hören sind und einige Instrumentalbegleitungen und Chöre weggelassen wurden. Dear Yoko ist 29 Sekunden länger.[5]
- Dear Yoko befindet sich auf folgenden John-Lennon-Kompilationsalben: The John Lennon Collection, Lennon, Signature Box.
- Am 9. Oktober 2020 erschien das Kompilationsalbum GIMME SOME TRUTH. mit neu abgemischten Liedern, darunter auch Dear Yoko.

## Coverversionen
- 2017: Claus Nielsen – Dear Yoko / Oh Yoko[6]